# 花田鸡
花田鸡（学名：Coturnicops exquisita）为秧鸡科花田鸡属的鸟类，體長13公分，是體型最小的秧雞，主要分布於東北亞，以及南方的中國東南沿海，棲息於低海拔的草甸、內陸濕地與農田。因性甚隱蔽，行蹤隱密，學界對其所知甚少，但咸信其族群規模正在減小。

## 分布
花田雞為候鳥，已知的繁殖地包含烏蘇里江與黑龍江流域，以及更源頭的鄂嫩河與石勒喀河流域。過境鳥和冬候鳥則見於日本、朝鮮半島，以及中國長江以南的沿海地區。

## 保护
- IUCN紅色名錄瀕危等級：易危
- 中国国家重点保护动物等级：二级